# Gervay Mihály
Gervay Míhály (Pozsony, 1819. december 15. – Budapest, 1896. április 15.) 21 éven át a függetlenné vált magyar posta első országos postafőigazgatója, a postai levelezőlap elterjesztője.

## Életpályája
1838-ban lépett postai szolgálatba. Mint kiváló szakember már 1855-ben, 36 éves korában igazgató lett és a nagyváradi kerületet bízták reá, melyet a nagyszebeni kerület élén töltött rövid megszakítással 1867-ig vezetett, amikor Gorove István miniszter felkérte az országos magyar postafőigazgatói állásra. Ezután 1867-től 1888-ig (21 éven át) a függetlenné vált magyar posta első országos magyar postafőigazgatója volt.
A kiegyezés során 1867. április 13-án kötött ideiglenes postaegyezmény tárgyalásain – akkor még mint nagyváradi postaigazgató – a magyar kormányt Fest Imre mellett képviselte. Ő javasolta annak az 1867. április 27-én kelt rendeletnek a kiadását is, amelynek alapján az önálló magyar posta függetlenségének kifejezésére eltávolították a postahivatalokról a kétfejű sast, és helyette magyar címeres, magyar feliratú táblákat függesztettek ki, a fekete-sárga postakocsikat és levélszekrényeket a nemzeti színeknek megfelelő piros-zöldre festették át, a hivatali pecsétnyomókra is a magyar címerek kerültek, a túlnyomóan német helyneves postabélyegzőket magyar nevűre cserélték ki. A posta nyelve a magyar lett, jelvénye pedig a Szent Koronával díszített postakürt. Az ő erélyes fellépésének köszönhető, hogy az 1869. október 1-jén a világon elsőként forgalomba hozott, az egész Monarchiában bérmentesítésre érvényes 2 krajcáros díjjegyes postai levelezőlap csak 2 krajcárba került.
Az ő hivatali ideje alatt indítványozta a posta és távírda csak kicsit később megvalósított egyesítését. Az ő hatékony támogatásával alakult meg a postások segélyező- és nyugdíjegylete.
Külföldön több ízben képviselte a magyar postát; így 1874-ben Bernben, 1878-ban Párizsban és Berlinben és 1885-ben Lisszabonban, ahol a nemzetközi postai kongresszus doyen-je volt. Hazánk nevében ő írta alá 1874-benn Bernben az UPU alapítólevelét.
Amikor ötven évi szolgálata után 1888-ban nyugalomba vonult, a főrendiház tagjává nevezték ki. Ezenfelül tagja és helyettes elnöke volt a postatakarékpénztári tanácsnak és alelnöke a Magyar Földrajzi Társaságnak.

## Díjai, elismerései
1878-ban 40 éves szolgálatának jubileumát a magyar postaszemélyzet méltóan megünnepelte. Gervay ekkor alapítványt is tett.  és Ő Felsége 40 évi kitűnő szolgálatai és A magyar postaintézet fejlesztése körül szerzett kiváló érdemei elismeréseiül a Szent István-rend kiskeresztjével tüntették ki. A külföldi rendjelek közül megkapta a francia Becsületrend és a bajor Szent Mihály-rend középkeresztjét, a porosz koronarend csillagos középkeresztjét és a portugáliai Krisztus-rend nagykeresztjét.